# Mälarhusen
Mälarhusen är en badort på Österlen belägen mellan Sandhammaren och Borrby strand i Borrby distrikt i Simrishamns kommun, Skåne län. För området vid stranden har naturreservatet Mälarhusen inrättats.
Begreppet ’’Desse Mälar’’ förekommer i Bengt Cronbergs landskapsbeskrivning från mitten av 1700-talet. På en karta upprättad 1772 över Hagestads bys ägor, benämnes sandområdet i söder ’’Mälen’’. Sandflykten var ett stort problem och antagligen svor man över detta förbannade mjöl, ’’mäl’’ eller mael på danska, som ideligen ställde till det. Mälen, eller mälarna, var vid denna tid en värdelös och besvärlig del av landskapet.
Namnet är troligen härlett av ordet melar med betydelsen sandbank, dyn, vilket tros syfta på de sandrev som bildas vid kusten här. Mälarhusen är således husen vid mälarna.

## Sjöräddningsstationen
I november 1855 upprättades Sveriges första sjöräddningsstation på Hagestads allmänning bredvid Röda längan i Mälarhusen. Räddningsstationen kom sedermera, 1891, att flyttas till Sandhammaren, och bli Sandhammarens räddningsstation. Röda längan var en, i förhållande till de primitiva stugorna, ansenlig byggnad med grå stenmurar, tjärade fönsterluckor och rött tegeltak. Därav namnet Röda längan. Byggnaden var cirka 30 m lång och 10-12 m bred. Den uppfördes uppskattningsvis åtskilliga decennier före livräddningsstationen och fyllde funktionen att inhysa alla skeppsbrutna sjömän, då skeppsbrott nära nog hörde till dagordningen. Att istället förhindra förlisningarna var inget man tänkte på då. Även om man inte vet helt säkert så är högst troligt att det var England som lät uppföra byggnaden för att ta hand om engelska sjömän som ganska ofta flöt i land. Sveriges största skeppskyrkogård ligger utanför Mälarhusen så det var inte obefogat. Längan innehöll en sal, olika rum och en korridor. Även de sjömän som inte överlevde inhystes en kortare tid innan begravning. Det var i dessa tider som den litauiska bönen "För den svenska sandhammaren bevare oss, milde gud!" användes.

## Natur
För strandområdet har två naturreservat inrättas: Mälarhusen och söder därom Sandhammaren. Naturtypen präglas av dyner (ofta benämnda klitter), strandråg, krypek, tallar, ljung,  bägarlav och mycket vackra arter av mossa och gräs. Havets brus och vindens sus är något mycket påtagligt i Mälarhusen.
Stranden och det strandnära dynlandskapet i Mälarhusen är i ständig förändring. Strandlinjen har på 50 år förflyttats 150 m utåt mot havet. Nya dyner bildas ständigt. Det som idag är strand kommer i framtiden att förvandlas till ett dynlandskap med grå dyner, en till tre meter höga. Så småningom etableras bland annat tall och skogen breder ut sig mot havet. Breddningen är som störst mellan Mälarhusen och Sandhammaren. Förändringarna märks tydligt om man tittar på gamla bilder, till exempel av dynerna och forten.
Den sand som kontinuerligt tillförs kommer från erosionsområden väster om Sandhammaren. Erosionen har under hundratals år eroderat sandåsen, varvid branta backafall bildats. Sandåsen sträcker sig från Backåkra, via Löderups Strandbad, Kåseberga och Hammars backar till Kabusa. Sanden har förflyttats av naturkrafterna österut och under årens lopp bildat ett dynlandskap från Sandhammaren till Borrby Strand.
Under 1800-talet planterades tallskog, för att hindra sandflykten. Idag är det äldre dynlandskapet bevuxet med gräs, mossa, ljung och skog. Enstaka flygsanddyner finns dock kvar.
Avgörande för strandens och landskapets utveckling är bland annat kornstorleken hos sanden. Sandkornen är så små och fina att tre viktiga fenomen inträffar. Det första fenomenet handlar om att sanden virvlar och förflyttas österut på grund av havsvågor och strömvirvlar nära stranden. På detta sätt kommer ny sand att tillföras. Vågor och ström förflyttar sanden österut och upp på stranden. Det andra fenomenet är de kapillärkrafter som uppstår på grund av kornstorleken. Kornen är så små att den packade sanden suger upp fukt underifrån och därigenom bildas en strandremsa närmast havet, som är fast och mycket behaglig att gå på. Sol och vind, samt spår efter mänsklig aktivitet, leder framförallt sommartid till att kapillärkrafterna släpper taget om sanden och det bildas ett torrt lager av flygsand, det tredje fenomenet. Sanden flyger med vindens hjälp ut i havet eller bildar dyner med stöd av strandrågen. Sandflykten är som störst under hösten. Den hyvlar av och jämnar stranden ner till en nivå där kapillärkrafterna åter förmår hålla kvar sanden. Detta förklarar varför Mälarhusen har en lågsluttande, jämn, bred och promenadvänlig strand. Ibland bildas söder om Mälarhusen så höga dyner närmast stranden, att dessa ger lä och västanvinden förmår då inte flyga ut sanden i vattnet igen. Stranden blir då smal och avgränsad av höga branta dyner. Så småningom kommer dessa dyner emellertid att raseras av en kraftig pålandskuling, eller storm, ofta i kombination med högvatten. Sanden omfördelas och stranden blir bredare igen. En unik strand.
Nordost om Mälarhusen finns ett dynlandskap med höga flygsanddyner som ständigt kalvar av sig och omformas. Flygsandsområdet är dock hotat av att tallarna blir fler och högre, vilket ger lä och så småningom kommer gräs att etableras och binda sanden. Om detta flygsandsområde ska överleva krävs gallring av tallarna. Därför bildades 2013 naturreservatet Sandby backar i detta område.
Naturtypen har mycket gemensamt med Gotska Sandöns.

## Bilder

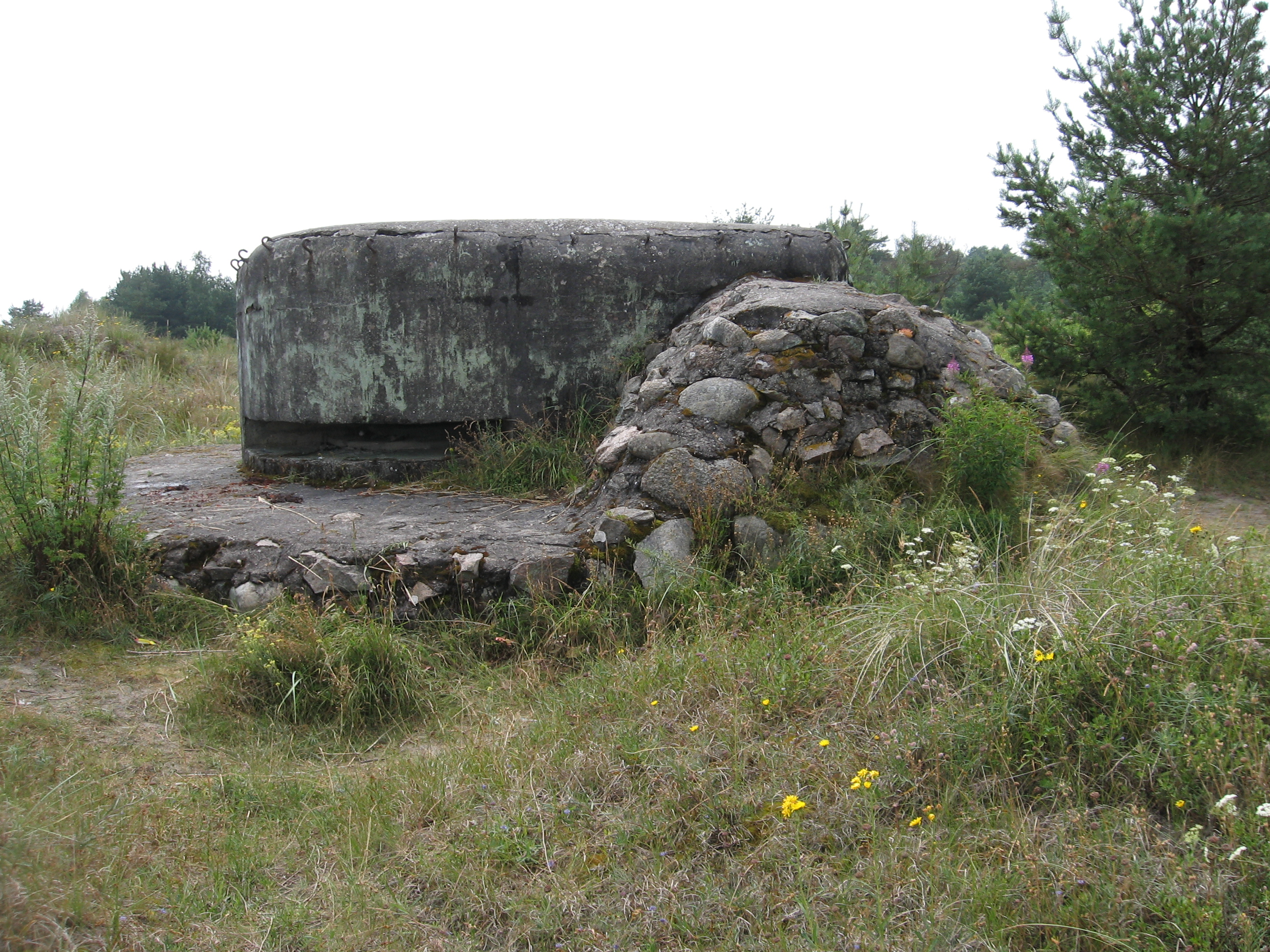
Observationsvärn typ 1 i Mälarhusen
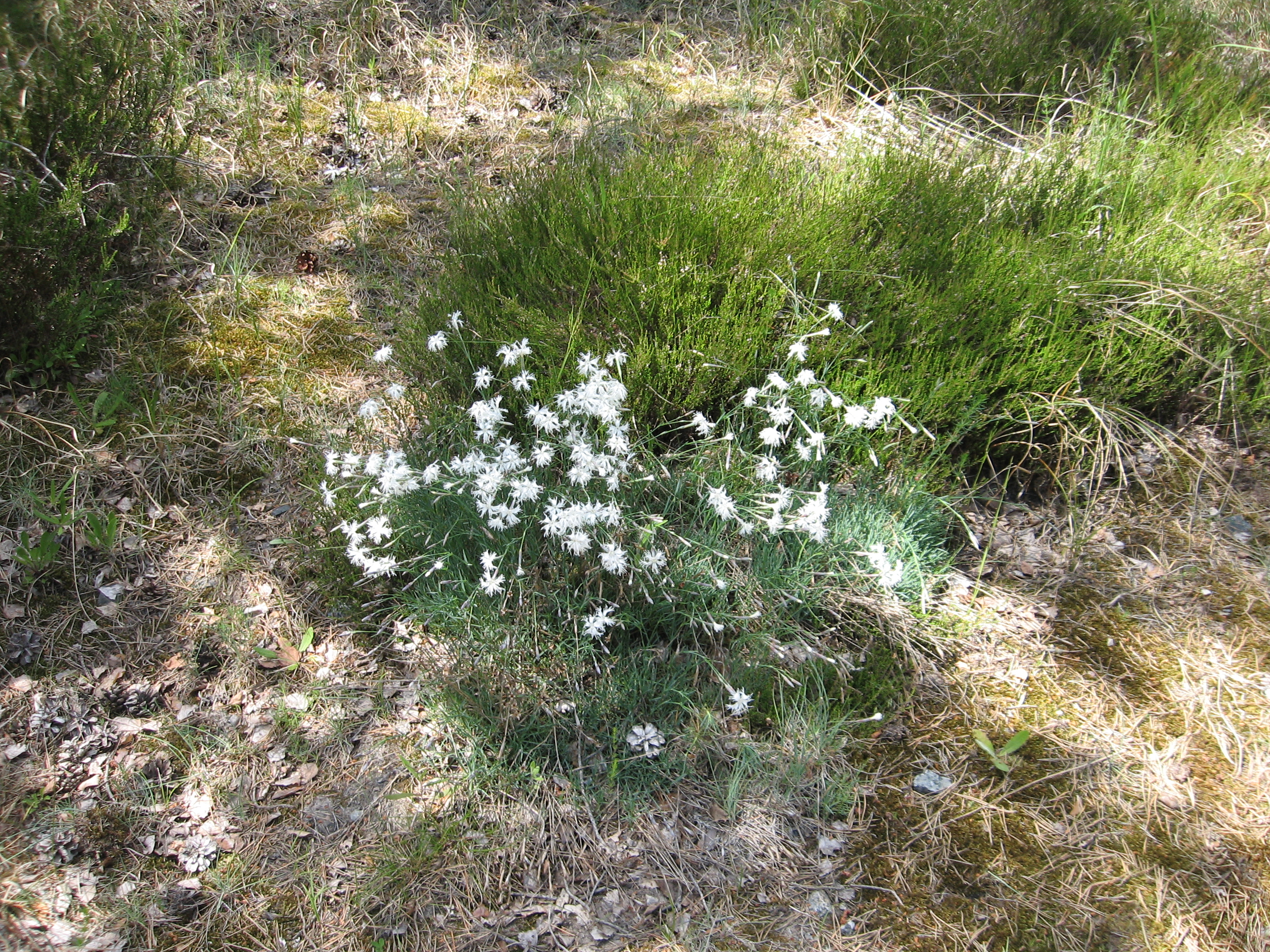
Sandnejlikor i Mälarhusen
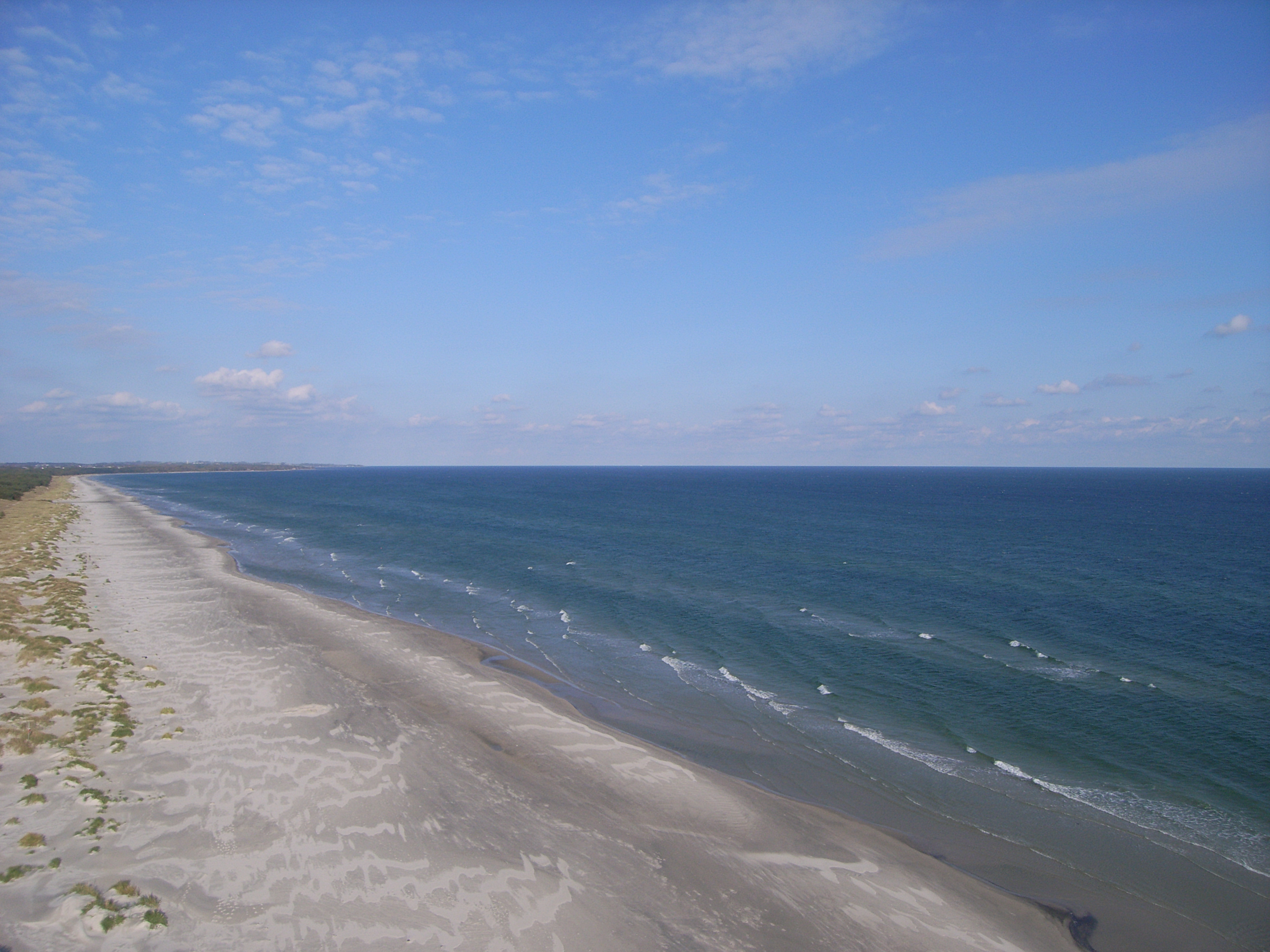
Flygfoto över stranden
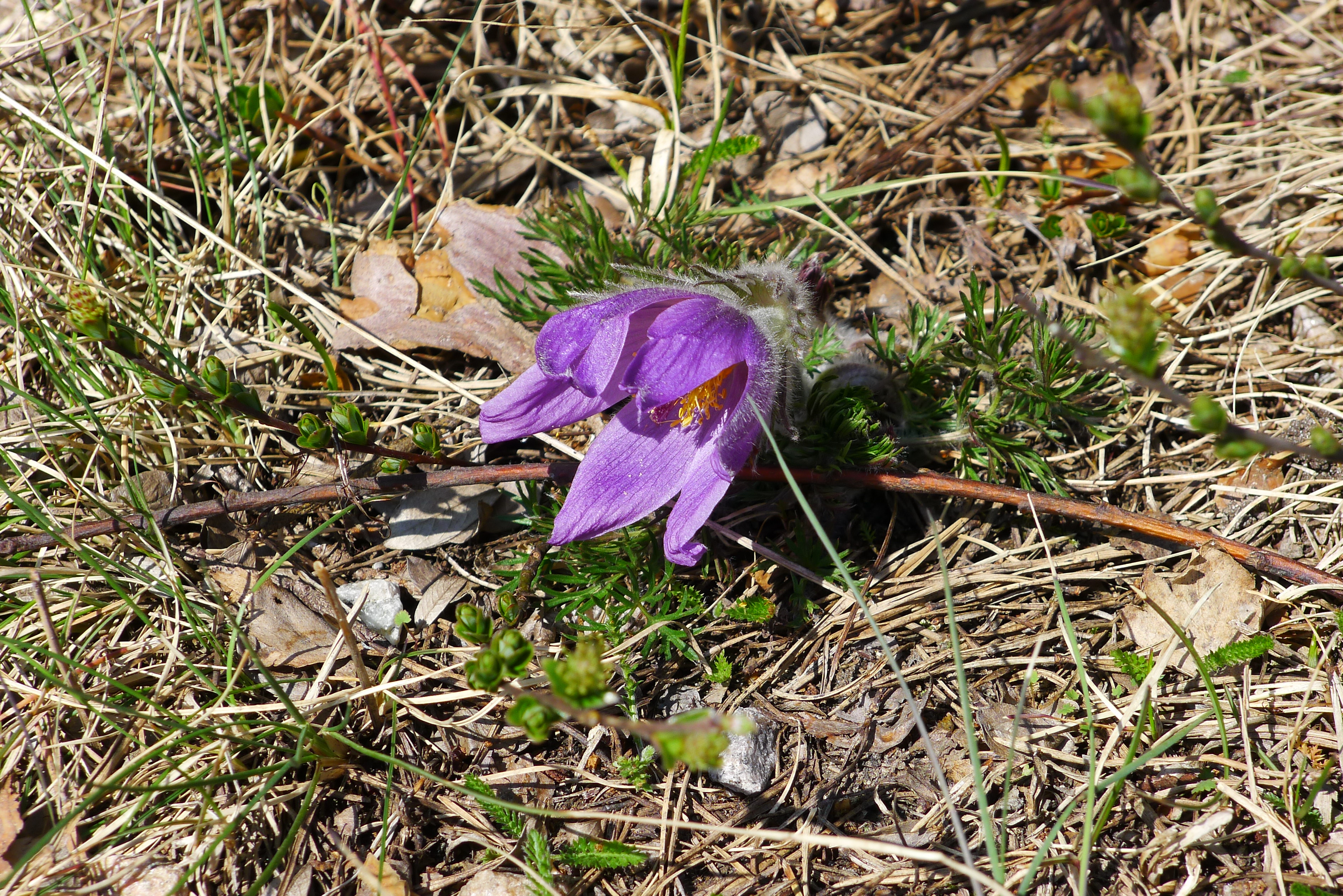
Backsippa i Mälarhusen
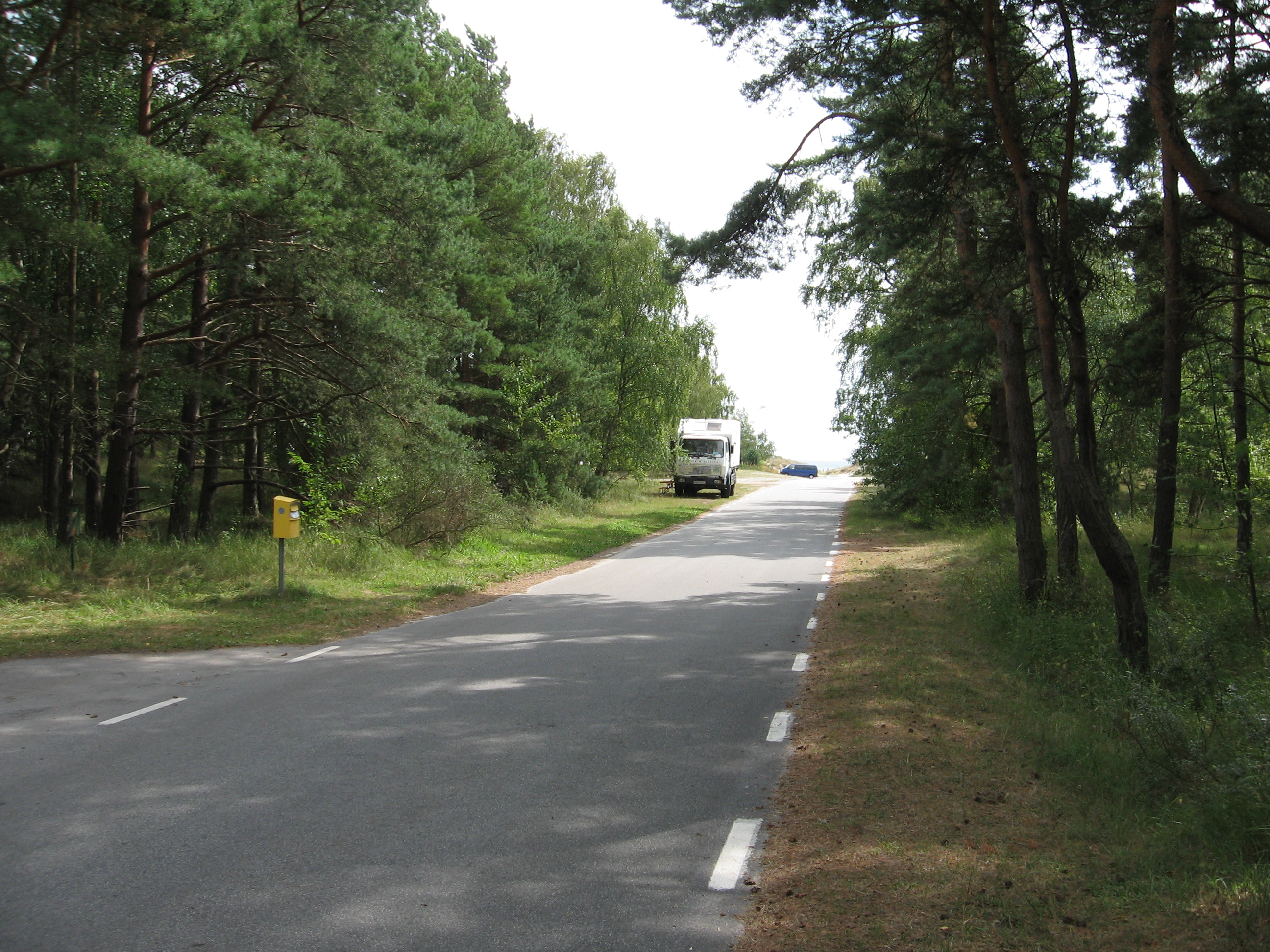
Mälarhusvägen.
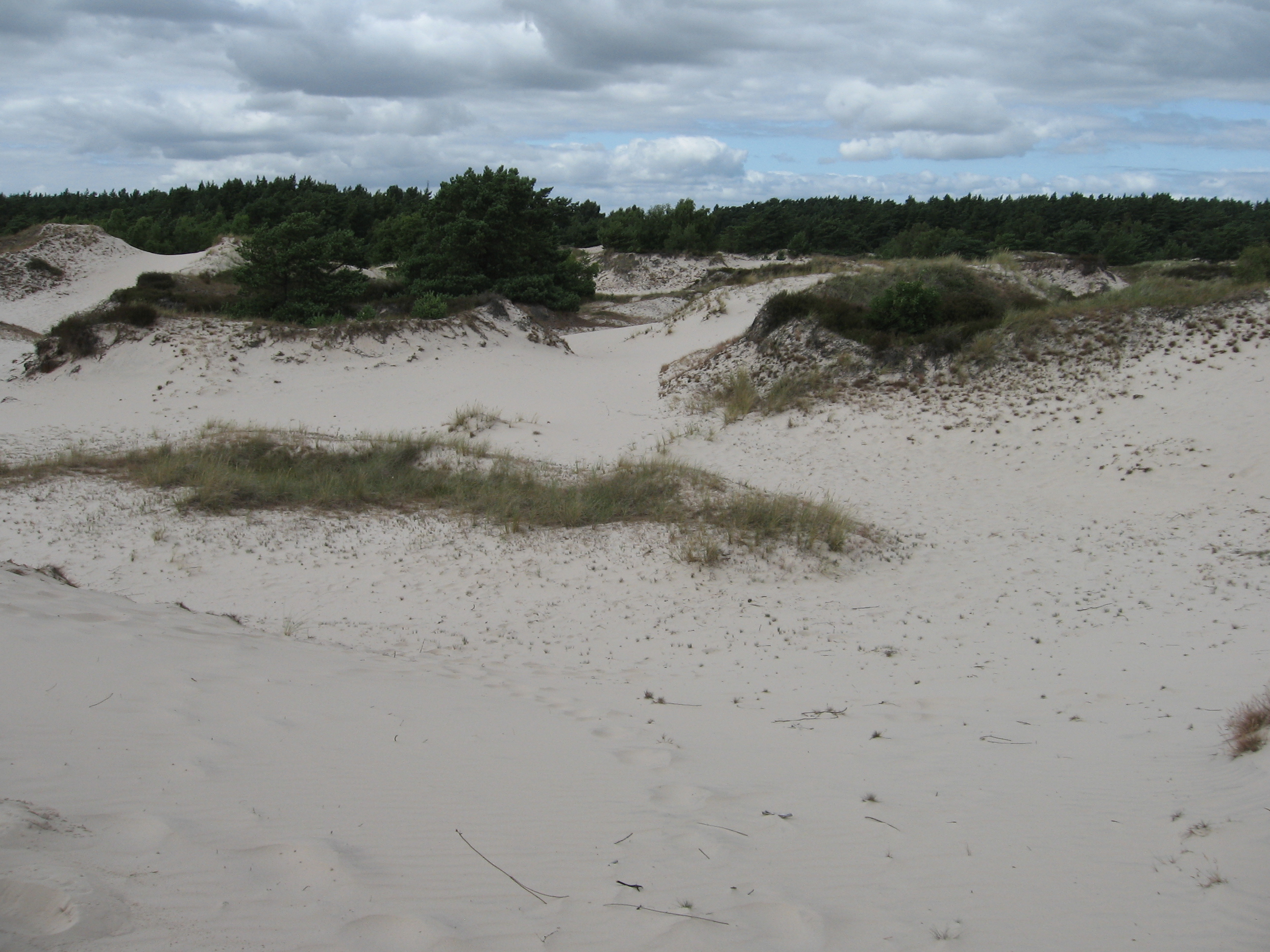
Klitterna.
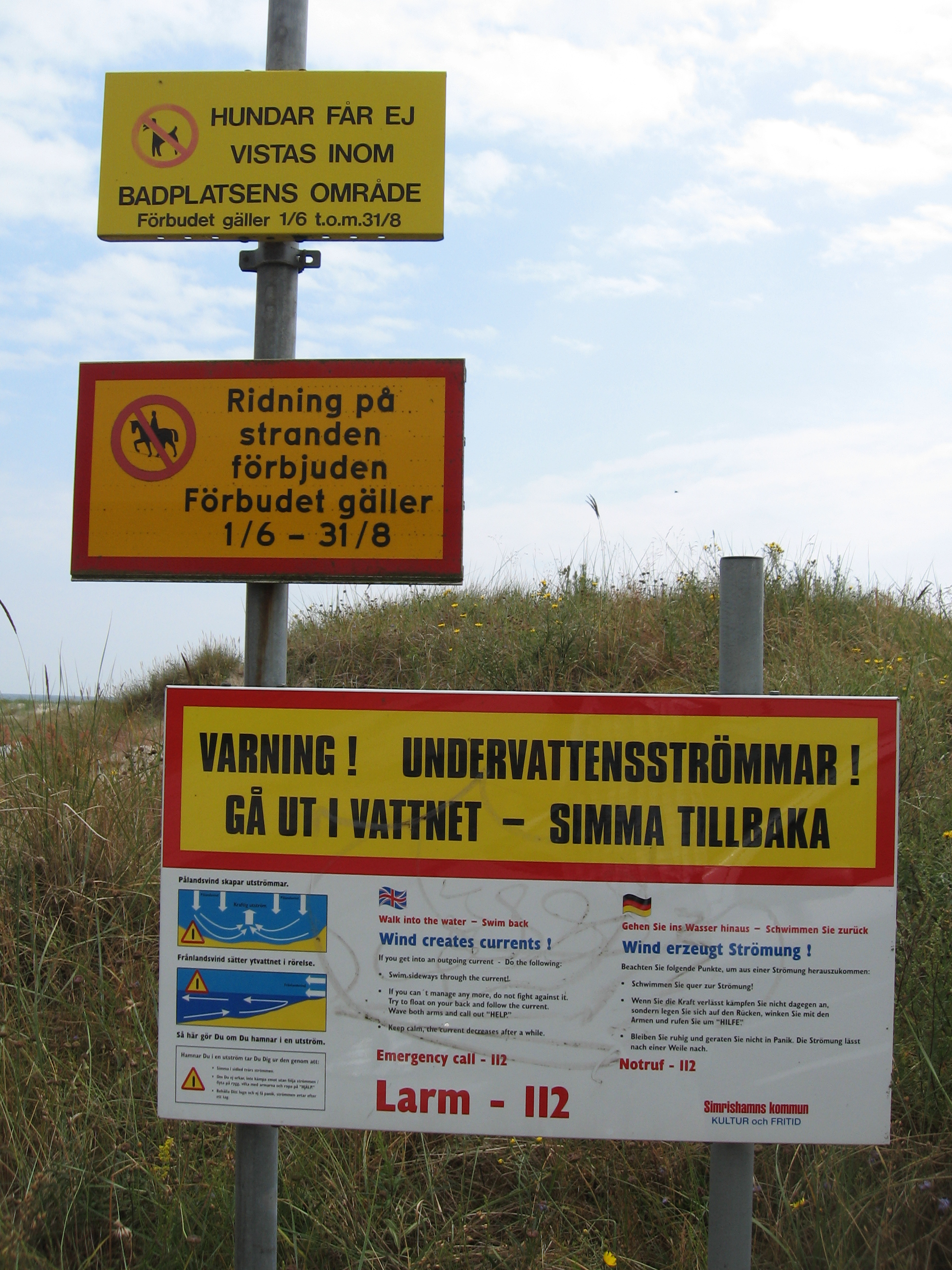
Skylt vid stranden.